# 北山バイパス
- 日本の道路 > 一般国道 > 国道455号 > 北山バイパス

北山バイパス（きたやまバイパス）は、国道455号のバイパス道路である。

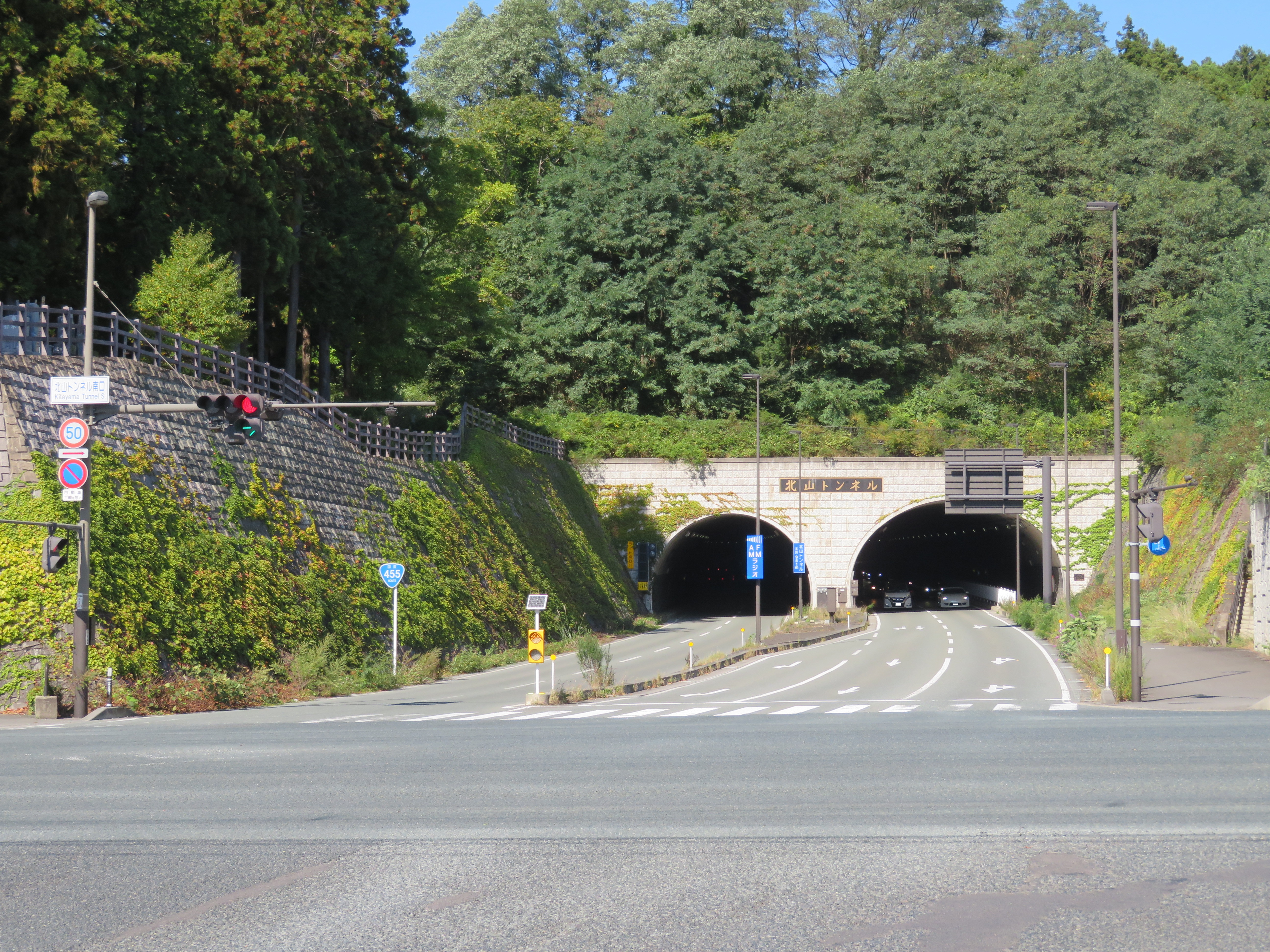
盛岡市北山二丁目付近

## 概要

### 道路諸元
- 全長：L=7.5km
- 起点：岩手県盛岡市北山二丁目（北山トンネル南口交差点、国道4号盛岡バイパスおよび都市計画道路上米内梨木町線との交点）
- 終点：岩手県盛岡市米内

### 概説
盛岡市三ツ割地区の国道455号（当時は、主要地方道盛岡岩泉線）は松園ニュータウンが造成された1972年以降、歩道の拡幅や片側2車線化工事が1985年頃までに進められ、三ツ割一丁目から三丁目地区を通る旧道も歩道が拡幅された。
しかし、この区間（旧道）の車道は片側1車線（車道幅員5.5m）のまま取り残され、さらに急勾配・急カーブが連続しており、大型車（特にトレーラー）同士のすれ違いが難しい。このため毎年7月に沿道の岩手県営野球場で開催されている「夏の高校野球岩手県大会」では、選手や応援団の生徒および引率教諭を輸送する大型貸切バスが三ツ割一丁目から三丁目地区を通れず、片側2車線で整備されている盛岡市道上田深沢線へ迂回するよう、岩手県高野連が指導している。また通年期も朝夕を中心に交通渋滞が慢性化しており、片側1車線のまま残された三ツ割一丁目から三丁目地区が特に深刻な渋滞ポイントとなっている。
これら難題を解決すべく、岩手県県土整備部道路建設課を事業主体として、松園拡幅と同時期の1982年より調査・測量を開始。この区間は寺院や田畑の地下を通るため大部分がトンネル区間となっており、上下別々の「北山トンネル（上り923.5m、下り950.3m）」の掘削が進められてきた。
しかし、その真上には由緒ある寺院や墓地があるため、地権者交渉が難航。トンネルの本格着工は2002年にずれ込み、その後も高松の池に近い軟弱地盤であることが災いしてトンネル真上の地面が陥没する事故が度々発生。その都度トンネル工事は中断を余儀なくされ、注入する凝固剤を増量。このため工費は年々膨らみ、2005年度は約160億円程度に、2006年度は追加で18億円に各々増大している。
バイパスの全線開通は、先述のトンネル工事の遅れのため当初よりずれ込み、2009年10月26日16時に供用を開始（当初見込みは2008年）。これにより、盛岡市中心部と松園・桜台地区との所要時間大幅短縮実現と同時に、玉山・二戸方面への最短経路としても機能している。
なお、当バイパスのトンネル工事で出た土砂は国道282号一本木バイパスの基礎盛土として再利用している。

## トンネル構造
上下別々の片側2車線。トンネル延長は上り923.5m、下り950.3m。上り線（東）側に自転車道兼用の歩道が設けられ（下り線は道路維持管理用通路となっているので歩行者・自転車は通行禁止）、火災報知器・非常電話・スプリンクラー・換気装置（ジェットファン）や事故発生時の緊急避難路等を整備。北山トンネル南口交差点（国道4号との交点）直前には（凍結防止のための）融雪ヒーターが埋め込まれている。さらにトンネル内ではラジオ放送が聴取可能となっている。

## 沿革
- 1984年 事業化
- 1994年3月 洞清水から三ツ割までの2.3km（4車線区間）供用開始。
- 1999年3月 三ツ割から米内までの3.8km（2車線区間）供用開始。
- 2009年10月26日 北山トンネルを含む1.4km供用開始。全線開通[1]。